# Eugène Walckiers
Eugène Walckiers, né le 22 juillet 1793 à Avesnes-sur-Helpe et mort le 1er septembre 1866 à Paris, est un compositeur et flûtiste français.

## Biographie

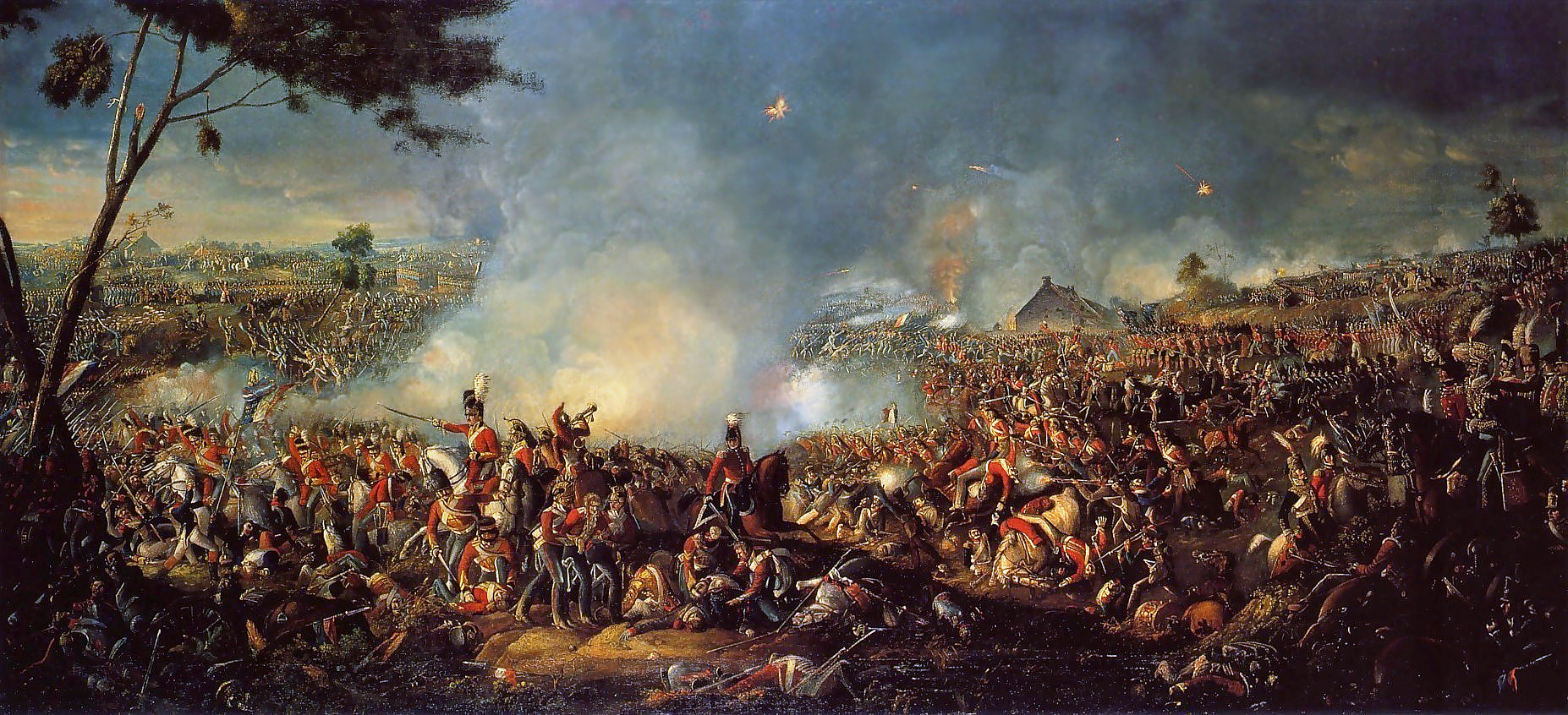
Bataille de Waterloo, 1815

Il serait le fils d'Antoine Walckiers, maire d'Avesnes-sur-Helpe en 1800, orphelin à 10 ans et aîné de cinq enfants. Il est engagé en 1813 comme clarinettiste dans la jeune garde impériale de Napoléon et assiste avec son frère, Antoine, aux dernières campagnes de l'Empereur ainsi qu'à la défaite de la bataille de Waterloo. Napoléon prépara la bataille de Waterloo à Avesnes-sur-Helpe, ville de garnison, en juin 1815. Il reprend l'uniforme en février 1816 comme sous-chef de musique à Soissons mais se prépare au professorat et à la composition dès son licenciement de l'armée en 1815.
Walckiers commence des études musicales avec un maître nommé Heinrich Wilhelm Marchand, élève de Léopold Mozart - père de Wolfgang Amadeus - de 1781 à 1784. Après son service militaire, il se rend régulièrement à Paris dès 1816 afin de prendre des leçons de flûte avec Jean-Louis Tulou, sans rentrer au conservatoire. Il séjourna également au Havre dès septembre 1816 avant de prendre, sur conseil de François-Adrien Boieldieu, des cours d'harmonie et de composition avec Antoine Reicha, et s'installe définitivement vers 1830 dans la capitale. Reicha, qui l'estime, le recommande à l'éditeur Schlesinger pour des travaux d'arrangements pour une ou deux flûtes des airs d'opéra en vogue à l'époque. Ces réalisations obtinrent un réel succès et Walckiers écrit ensuite, en collaboration avec Friedrich Kalkbrenner, des duos et des fantaisies concertantes pour flûte et piano. Se liant également d'amitié avec George Onslow, il compose ensuite, dans la veine de son camarade, plusieurs œuvres de musique de chambre dans le genre du quatuor ou du quintette.
Au total, on compte plus d'une centaine de numéros d'opus d'œuvres musicales, ou arrangements pour la flûte de Walckiers ; certaines en collaboration (avec Kalkbrenner et Thalberg). Il laisse également une méthode, op. 30, publiée vers 1829 en deux volumes et longtemps restée une référence.
Il laissa un journal où tous les évènements de sa vie sont relatés, et qui contient des renseignements sur des faits musicaux auxquels il a été mêlé.

## Œuvres
- Grand Trio concertant pour trois flûtes, op. 2
- Trio brillant et facile pour trois flûtes, op. 3
- 6 Quatuors pour flûte et cordes, op. 5
- 3 Quatuors pour flûte, clarinette, cor et basson, op. 7
- 3 Duos concertants (sic) pour flûte et violon, op. 8
- 3 Duos concertants (sic) pour flûte et violon, op. 10
- 3 Duos concertants brillants et faciles pour deux flûtes, op. 11
- 3 Trios pour flûte, clarinette et basson, op. 12
- Fantaisie pour flûte et piano, sur la nouvelle tyrolienne (écoute, écoute), op. 15
- (Grande) Fantaisie concertante pour piano et flûte, sur des airs d'opéras de Rossini, op. 17
- 3 Duos brillants et faciles pour deux flûtes, op. 19
- 3 Duos concertants pour deux flûtes, op. 23
- (Grand) Duo pour piano et flûte, op. 24
- L'Attente ! Air varié pour la flûte avec accompagnement de quatuor ou piano, op. 25
- Récréations musicales pour la flûte, avec acc (ad libitum) de flûte ou de violon, op. 26
- 1er Concertino pour la flûte, op. 28
- Méthode de flûte, en deux parties, op. 30
- Le bonheur de se revoir, tyrolienne variée pour la flûte avec acc de piano, op. 33
- Fantaisie sur des motifs de l'opera "Guillaume Tell" pour la flûte avec acc de piano, op. 34
- Grand Trio pour flûte, violon et basse, op. 35
- La Marseillaise, grandes variations pour la flûte, avec acc de piano, op. 41
- 1er grand Quatuor pour 4 flûtes, op. 46
- 4e Quatuor en Si♭ majeur pour flûte, clarinette, cor et basson, op. 48
- 1er Quintetto en La majeur pour flûte, deux violons, alto, violoncelle (et contrebasse ad libitum), op. 49
- 4e Quatuor en Ré majeur pour flûte, violon alto et violoncelle, op. 50
- 12 (Petits) Duos pour deux flûtes, op. 55
- 6 Duos pour deux flûtes, op. 56
- 6 Duos brillants pour deux flûtes, op. 57
- 6 Duos brillants pour flûte et violon, op. 57.bis
- 6 (Grands) Duos pour deux flûtes, op. 58
- Duo élégant et facile sur "Robert le diable" de Meyerber, pour flûte et piano concertants, op. 68
- 2 Duos brillants sur "les Huguenots" de Meyerber, pour flûte et piano concertants, op. 68 bis
- Les Huguenots de Meyerbeer. Grand duo pour flûte et piano concertants sur les motifs de la bénédiction des poignards, op. 68 ter
- 2e Quatuor en Fa mineur pour 4 flûtes, op. 70
- 1re Sonate pour piano et flûte, op. 89
- 1er Quintette en La mineur pour deux violons, alto, violoncelle et contrebasse ou 2e violoncelle, op. 90
- 1re Sonate pour piano et clarinette en si ♭, op. 91
- 2e Sonate pour piano et flûte, op. 92
- 3 Trios pour 3 flûtes, op. 93
- 2e Quintette pour deux violons, alto, violoncelle et contrebasse ou 2e violoncelle, op. 94
- Trio en Sol mineur pour piano, flûte et violon ou clarinette en Si ♭, op. 95
- Trio en La majeur pour piano, clarinette en La et alto ou violoncelle, op. 96
- Trio en Ré mineur pour piano, violon et violoncelle, op. 97
- 3me Sonate pour piano et flûte, op. 98
- 2me Sonate en sol mineur, pour piano et clarinette en si ♭ (ou violon), op. 99
- 1ère Sonate en ut majeur pour piano et violoncelle, op. 100
- Souvenir du mois de Marie, 2 motets, op. 101
- 3e Quintette en Sol majeur pour deux violons, alto, violoncelle et contrebasse ou 2e violoncelle, op. 102
- 1er Quintette en Si♭ majeur pour piano, violon, alto, violoncelle et contrebasse, op. 103
- Trio en La mineur pour piano, violon et violoncelle, op. 104
- 2e Quintette en Si mineur pour piano, violon, alto, violoncelle et contrebasse, op. 105
- Messe en la majeur à quatre voix d'hommes, solo et chœur, avec accompagnement d'orgue (ad libitum), op. 107
- 4e Quintette en La majeur pour deux violons, alto-viole, violoncelle et contrebasse ou 2e violoncelle, op. 108
- 4me Sonate en mi ♭ majeur, pour piano et flûte (ou violon), op. 109

## Discographie
- Musique de chambre avec flûte : Trio en ré majeur, op. 35 ; Grand quatuor de concert en fa  mineur, op. 46 ; Grand quatuors en fa majeur, op. 70 – TeTraVERSI Flute Quartet ; Gergely Ittzés, flûte ; Zsolt Kalló, violon ; Ditta Rohmann, violoncelle (1-3, 7 octobre 2007, Hungaroton) (OCLC 230227420)
- Grand quatuor de concert en fa  mineur, op. 46 – (2018, Urtext Digital Classics) (OCLC 1037716005) — avec l'opus 103 de Friedrich Kuhlau.
- Quintettes à cordes 2 et 4, op. 94 et 108 – Quintette Fabergé (2020, ES-Dur) (OCLC 1287098432)
- Walckiers, l'Iconoclaste. Chamber Works – Alexis Kossenko, Les Ambassadeurs, La Grande Écurie, Atelier Lyrique de Tourcoing (2023, Aparté) (OCLC 1382443974)